# پسری به نام سیلبوت
پسری به نام سیلبوت (به انگلیسی: A Boy Called Sailboat) فیلمی محصول سال ۲۰۱۸ و به کارگردانی کامرون نوجنت است. در این فیلم بازیگرانی همچون جولیان آتوکانی سانچز، جیک بیوزی، جی. کی. سیمونز، لو تامپل، الیزابت دی رازو و نوئل گوگلیمی ایفای نقش کرده‌اند.